# ویولن قرمز
ویولن قرمز (انگلیسی: The Red Violin) فیلمی در ژانر درام به کارگردانی فرانسوا جرارد است که در سال ۱۹۹۸ منتشر شد. از بازیگران آن می‌توان به ساموئل ال. جکسون، کلم فیور، دن مک‌کلر، جیسون فلمینگ و ساندرا اوه اشاره کرد. این فیلم توانست جایزه اسکار بهترین موسیقی فیلم را که توسط جان کوریلیانو انجام شده بود، دریافت کند. همچنین ویولن سرخ هشت جایزه جنی اعم از تصویر، کارگردانی، فیلمنامه، فیلمبرداری، کارگردانی هنری، لباس، موسیقی و صدا را نیز دریافت نمود. همچنین جایزه ویرایش صدا را از جشنواره بین‌المللی فیلم توکیو از آن خود کرد.

## خلاصه داستان
ویولن قرمز دربارهٔ ویولنی است که طی چند قرن دست به دست می‌گردد و سرنوشت شومی را برای مالکانش رقم می‌زند. ماجراها از قرن ۱۷ میلادی و از ایتالیا آغاز می‌شود. مردی به نام بوزتی ویولن بی‌نظیری را برای پسر هنوز به دنیا نیامده‌اش می‌سازد اما همسر او در زمان زایمان به همراه فرزندش از دنیا می‌رود. وی تصمیم می‌گیرد و آن را با خون همسر مرده‌اش جلا می‌دهد. یک قرن بعد ویولن به دست پسرکی یتیم می‌افتد اما وی هنگام نواختن آن در یک مجلس می‌میرد. در قرن ۱۹ مردی انگلیسی که استاد موسیقی است، ویولن را به دست می‌آورد. او می‌خواهد بهترین موسیقی خود را برای نامزدش بنوازد اما ویولن طی یک حادثه آسیب می‌بیند و آن مرد خودکشی می‌کند. پیش‌خدمت وی ویولن را به چین می‌برد. در زمان انقلاب فرهنگی که نگهداری سازهای غربی در چین جرم است، زنی آن را می‌خرد و به معلم موسیقی خود می‌دهد. پس از مرگ وی، دولت تمام سازهای او را مصادره می‌کند و آنها را در مونترال به حراج می‌گذارد. مردی به نام چارلز (ساموئل ال جکسون) به قدمت ویولن پی می‌برد و آن را فاش می‌کند. حاضران در حراجی به تکاپو می‌افتند تا آن را بخرند، غافل از این که چارلز ویولن اصلی را با بدلش عوض کرده‌است.